# Mason Jewett Field Airport

i7
i11
i13
Der Mason Jewett Field Airport (ICAO-Code: KTEW) ist der Flugplatz der Stadt Mason im Bundesstaat Michigan, USA. Der Flugplatz befindet sich 1,85 km südöstlich des Stadtzentrums von Mason.  Der Flugplatz hat eine Start- und Landebahn. Die Eröffnung des Flugplatzes fand im Jahr 1944 statt. Im März 1977 wurde der Flugplatz vom vorherigen Besitzer Arthur Jewett an die Capital Region Airport Authority verkauft.